# 이웃집 은이
《이웃집 은이》는 MBC TV에서 1991년 9월 15일에 방영된 베스트극장이다.

## 줄거리
외과의사 민우의 아내이자 아마추어 사진작가인 유정은 어느 날 아침 이슬이 맺힌 나뭇잎을 촬영하던 중 우연히 청소부를 차로 치고 뺑소니하는 것을 필름에 담게 된다. 그 뺑소니범은 이웃에 사는 배우 은이와 약혼자 홍엽이었다. 그러나 은이가 죄책감에 방황하자 유정은 자수하라고 설득한다.

## 등장 인물
- 김혜수 : 유정 역
- 정애리 : 은이 역
- 임정하 : 홍엽 역
- 홍민우 : 민우 역
- 김명희
- 김기현
- 박상조
- 구장서
- 김수정
- 김선우
- 김희웅
- 이효선